# Venezuela (Cuba)
Venezuela è un comune di Cuba, situato nella provincia di Ciego de Ávila.